# Quadrângulo de Diacria

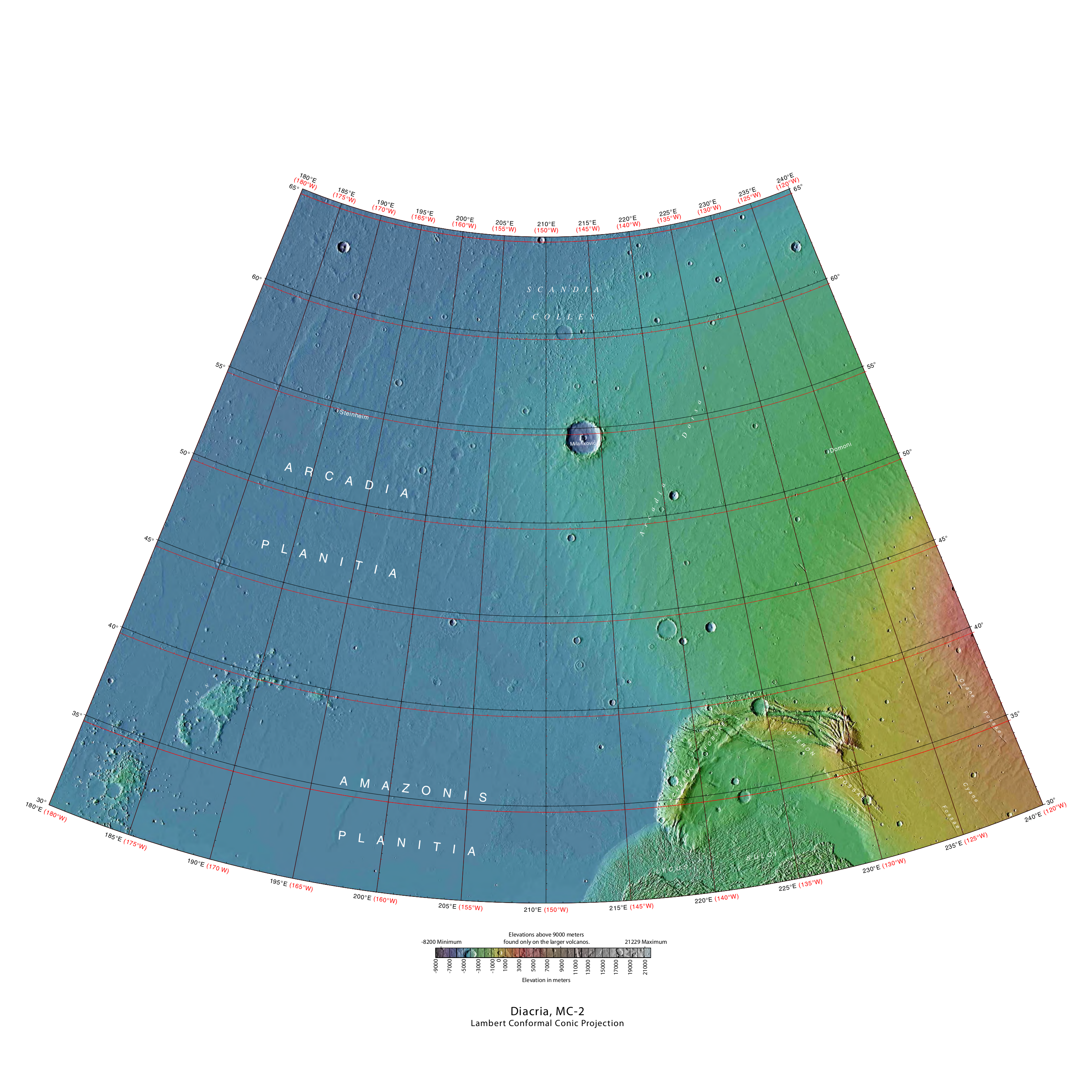

O quadrângulo de Diacria é um de uma série de 30 quadrângulos em Marte estabelecidos pelo Programa de Pesquisa de Astrogeologia do Serviço Geológico dos Estados Unidos (USGS em inglês). O quadrângulo se localiza na porção noroeste do hemisfério ocidental de Marte e cobre uma área que vai de 180º a 240º longitude leste (120º a 180º longitude oeste) e de 30º a 65º latitude norte. O quadrângulo utiliza uma Projeção conforme de Lambert a uma escala nominal de 1:5,000,000 (1:5M). Também se pode referir ao quadrângulo de Diacria como MC-2 (Mars Chart-2).
As delimitações sul e norte do quadrângulo de Diacria medem aproximadamente 3,065 km e 1,500 km de largura, respectivamente. A distância norte-sul é de aproximadamente 2,050 km (pouco menos que a distância da Groenlândia). O quadrângulo cobre uma área aproximada de 4,9 milhões de km², ou pouco mais de 3% da área superficial de Marte. O local de aterrissagem da sonda Phoenix Lander (68.22° N, 234.25° E) se localiza a aproximadamente 186 km a norte do quarto norte-ocidental do quadrângulo de Diacria; assim, a superfície de  Diacria lembraria provavelmente o que a Phoenix observou.

## Origem do nome
Diacria é o nome de uma formação de albedo telescópica localizada a 48° N e 190° E em Marte. A formação foi nomeada pelo astrônomo grego E. M. Antoniadi em 1930, seu nome vem de uma de planalto no norte de Ática, Grécia. O nome foi aprovado pela União Astronômica Internacional (UAI) em 1958.

## Fisiografia e Geologia
O quadrângulo de Diacria se localiza na delimitação norte-ocidental do planalto vulcânico de Tharsis. Formações topográficas, vulcânicas e tectônicas associadas a grandes vulcões Olympus Mons (ao sul da área do mapa) e Alba Mons (a leste d área do mapa) caracterizam as porções sudeste e centro-leste do quadrângulo. 
As áreas setentrionais e ocidentais do quadrângulo se localizam nas planícies baixas de Marte e cobrem parte de Amazonis Planitia (no sul), Arcadia Planitia (centro-oeste) e Vastitas Borealis (no norte). A grande cratera Milankovič (118.4 km em diâmetro) está localizada na porção centro-norte do quadrângulo a 54.7° N, 213.3° E.
Dados topográficos do instrumento Mars Orbiter Laser Altimeter (MOLA) a bordo da sonda Mars Global Surveyor mostram que o terreno da região se inclina suavemente na direção noroeste, com a maior elevação a 3.5 km (3,500 m) acima do datum (o nível zero de Marte) no flanco ocidental do vulcão Alba Mons na porção sudoeste do quadrângulo. Os pontos mais baixos do quadrângulo estão a aproximadamente 4.5 km abaixo do datum (-4,500 m) em Vastitas Borealis na seção noroeste. A variação do relevo regional é então de aproximadamente 8 km, mas a uma escala local, as inclinações são muito suaves, a porção de Amazonis Planitia na parte centro-sul do quadrângulo contém alguns dos terrenos mais planos de todo o planeta.

## Aparência da superfície
Diferentes de outros locais visitados em Marte com os veículos (Viking e Pathfinder), quase todas as rochas próximo à Phoenix são pequenas. O terreno é plano até onde a câmera pode avistar, a terra é plana, mas tem a forma de polígonos que possuem entre 2–3 em diâmetro e são delimitados por fissuras de profundidades que vão de 20 cm a 50 cm. Essas formas no solo se devem ao gelo expandindo e contraindo devido a grandes mudanças de temperatura. O microscópio mostrou que o solo no topo dos polígonos é composto por partículas planas (provavelmente um tipo de argila) e partículas arredondadas. Ainda, diferente de outros locais visitados em Marte, o sítio não possui quaisquer ondulações ou dunas. O gelo está presente a poucas polegadas abaixo da superfície no meio dos polígonos, e ao longo de suas delimitações, o gelo possui uma profundidade de no mínimo 20,3 centímetros. Quando o gelo é exposto à superfície ele se sublima lentamente. Alguns redemoinhos foram observados.

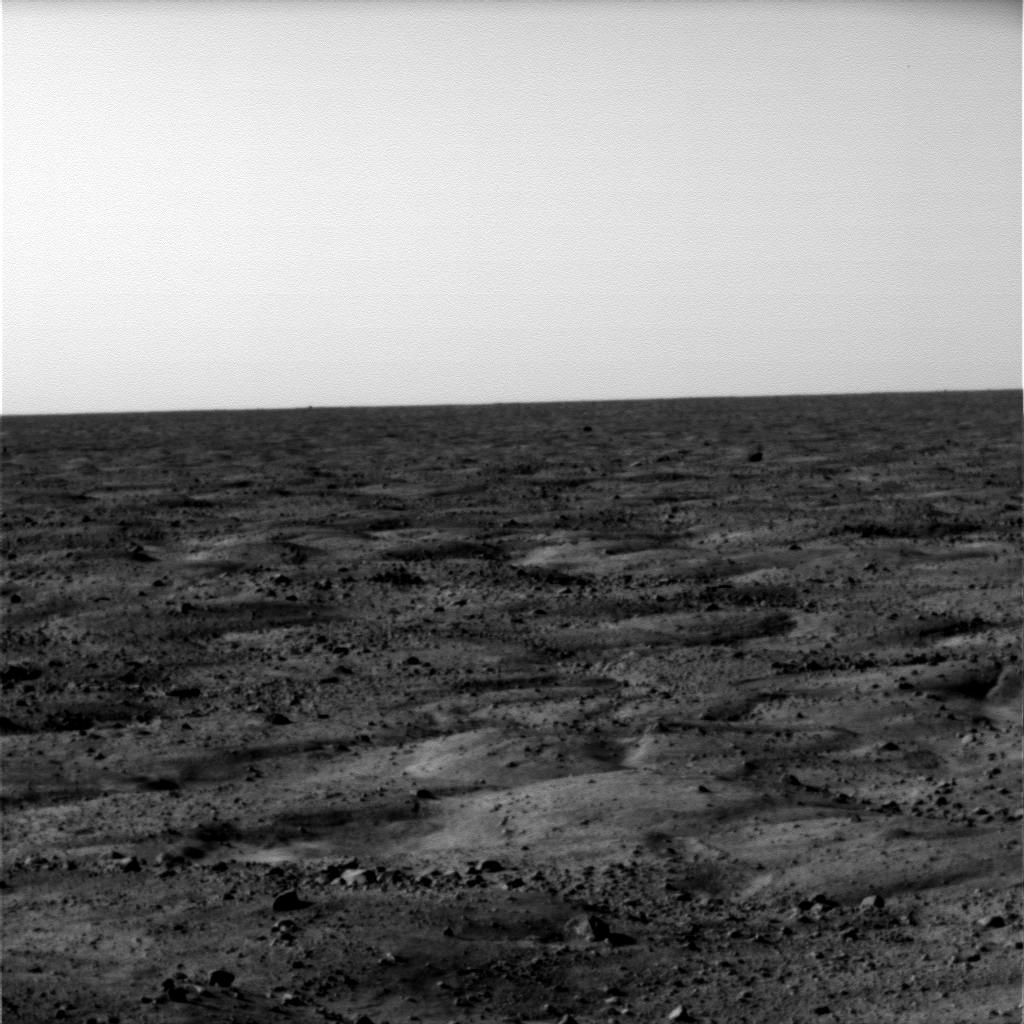
Comparação entre os polígonos fotografados pela Phoenix em Marte...
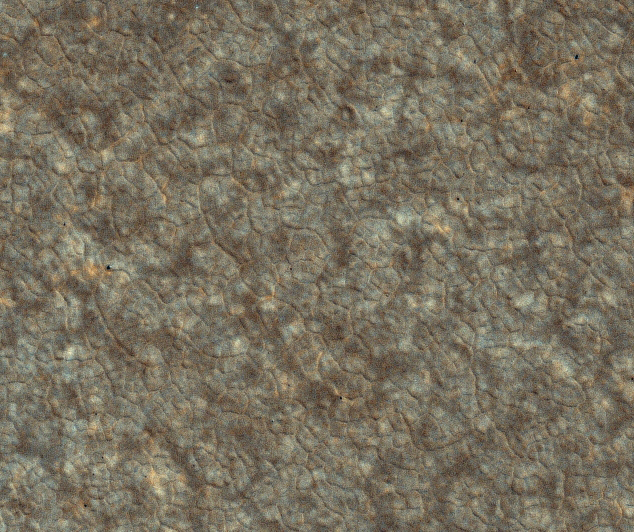
... e os fotografados (em falsa cor) a partir da órbita marciana...
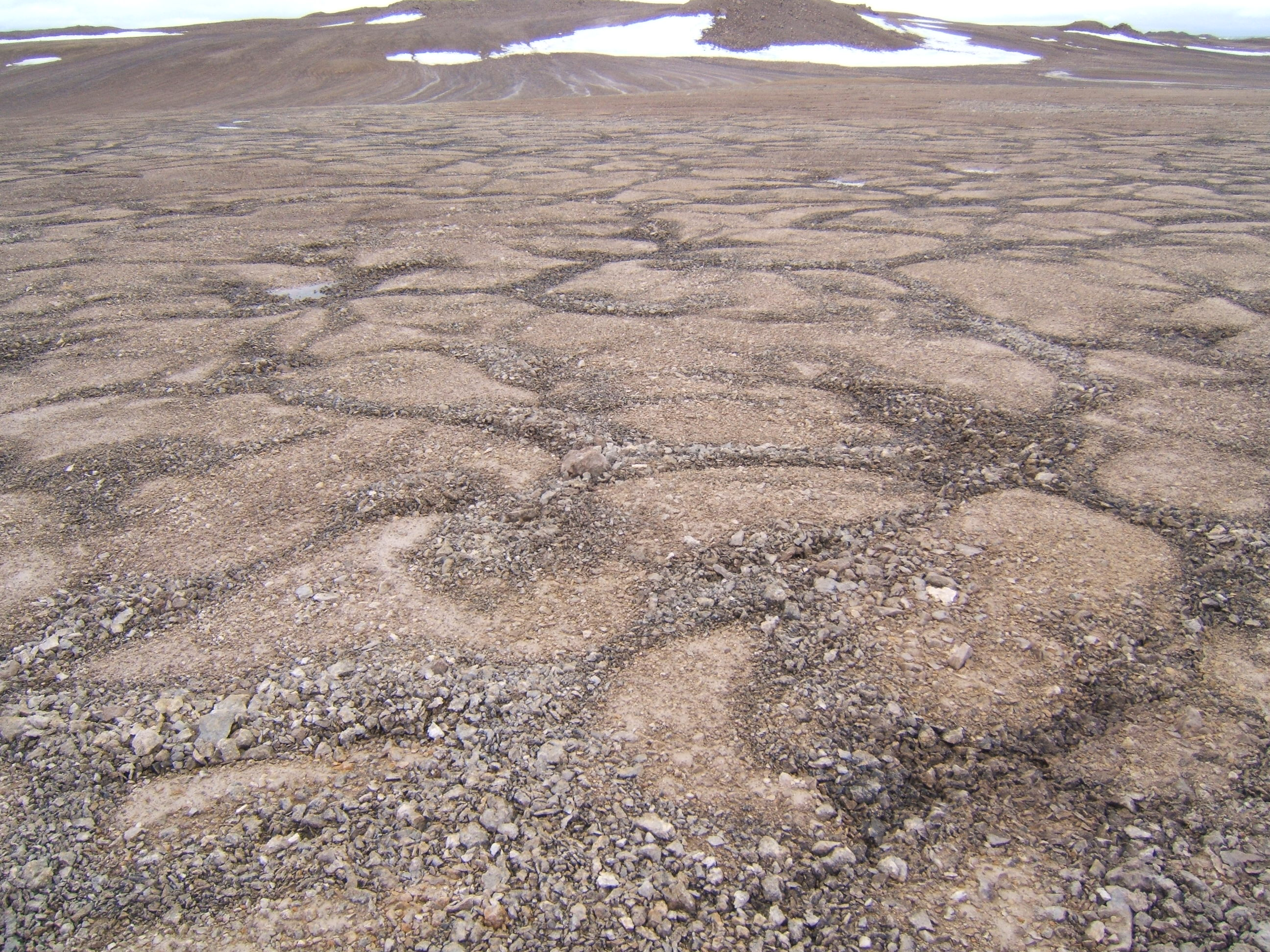
... com o solo poligonal da Ilha Devon no Ártico canadense, na Terra.
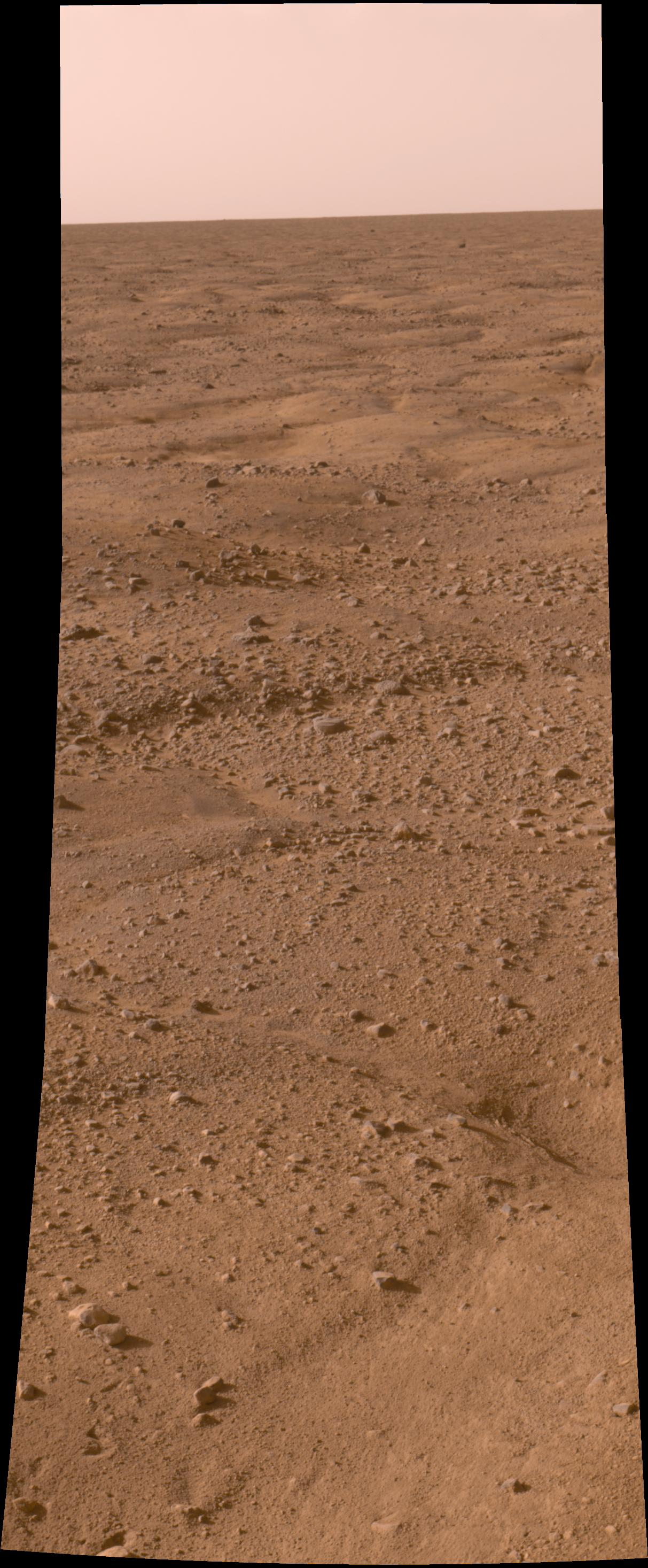
Fotomosaico em coloração aproximada de polígonos de crioturbação devido ao permafrost marciano.

### Flanco ocidental de Alba Mons
O flanco ocidental do vulcão Alba Mons é a delimitação leste e sudoeste do quadrângulo. Em termos de área, Alba Mons (anteriormente, Alba Patera) é a maior formação vulcânica em Marte. O flanco possui uma inclinação muito baixa (l° ou menos) e é caracterizado por fluxos de lava e um conjunto de tergos e canais irradiando para fora. Alguns dos canais possuem um padrão de drenagem que lembra aqueles formados por água da chuva nos desfiladeiros dos vulcões terrestres. Porém, muitos outros canais nos flancos de Alba Mons foram claramente formados por fluxo de lava.
O flanco ocidental do vulcão também contém alguns grabens tendendo à direção NW-SE (Cyane Fossae). Uma imagem do High Resolution Imaging Science Experiment (HiRISE) a bordo da Mars Reconnaissance Orbiter (MRO) mostra belos alinhamentos de crateras sem bordas em Cyane Fossae. Os buracos podem ter sido formados por um colapso de materiais da superfície dentro das fraturas abertas criadas enquanto o magma entranhou a superfície para formar diques.

### Acheron Fossae
Próximo ao canto nordeste do quadrângulo (37° N, 225° E) se situa uma inclinação para o sul, um bloco semicircular de uma crosta antiga, bastante impactada e elevada que é atravessada por numerosas fossas sinuosas (Acheron Fossae). Essas fossas são grabens, estruturas formadas quando a crosta se move para baixo entre duas falhas. Grabens se formam em áreas onde a crosta passou por um estresse por estiramento. A região de Acheron Fossae é parcialmente coberta por depósitos vulcânicos do Alba Mons a leste, fluxos de lava basáltica geologicamente jovem ou sedimentos no oeste ou sudoeste, e o terreno sulcado e desordenado de Lycus Sulci a sul.

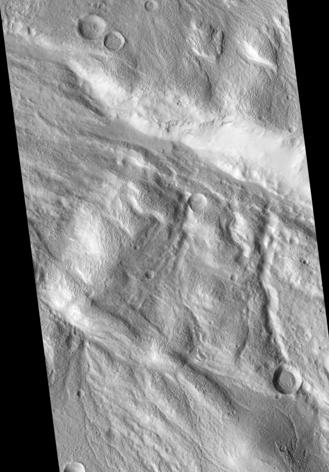
Cratera dissecada de Acheron Fossae, vista pela HiRISE.  Parte do leito erodido é mostrado na imagem.
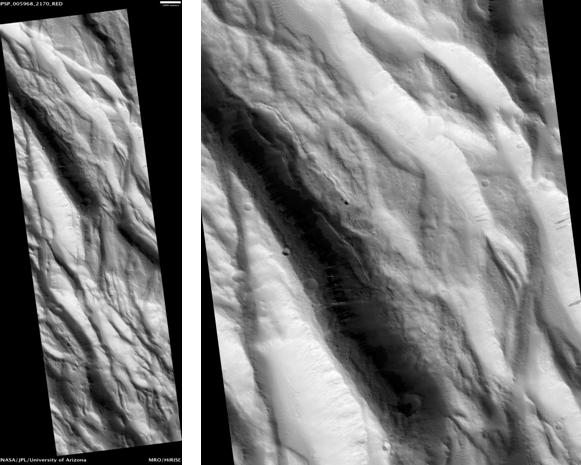
Acheron Fossae, visto pela HiRISE.  A escala é de 1:1000 m.  Clique na imagem para visualizar as riscas escuras.

### Lycus Sulci (aureola do Olympus Mons)
Lycus Sulci (24.6° N, 219° E) é o nome dado à porção noroeste de uma formação no terreno maior que parcialmente circunda o Olympus Mons e se estende por mais de 750 km desde a base d vulcão escudo. Essa formação, chamada de aureola do Olympus Mons, consiste de largos lóbulos na base e possui uma distinta textura ondulada e estriada na superfície. A leste de Olympus Mons, a auréola é parcialmente coberta por fluxos de lava, mas nos locais onde esta está exposta ela recebe diferentes nomes (Gigas Sulci, por exemplo). A origem da auréola permanece debatida, mas esta foi provavelmente formada por grandes deslizamentos ou por falhas invertidas provocadas pela gravidade que desprenderam as bordas do escudo do Olympus Mons.

### Erebus Montes

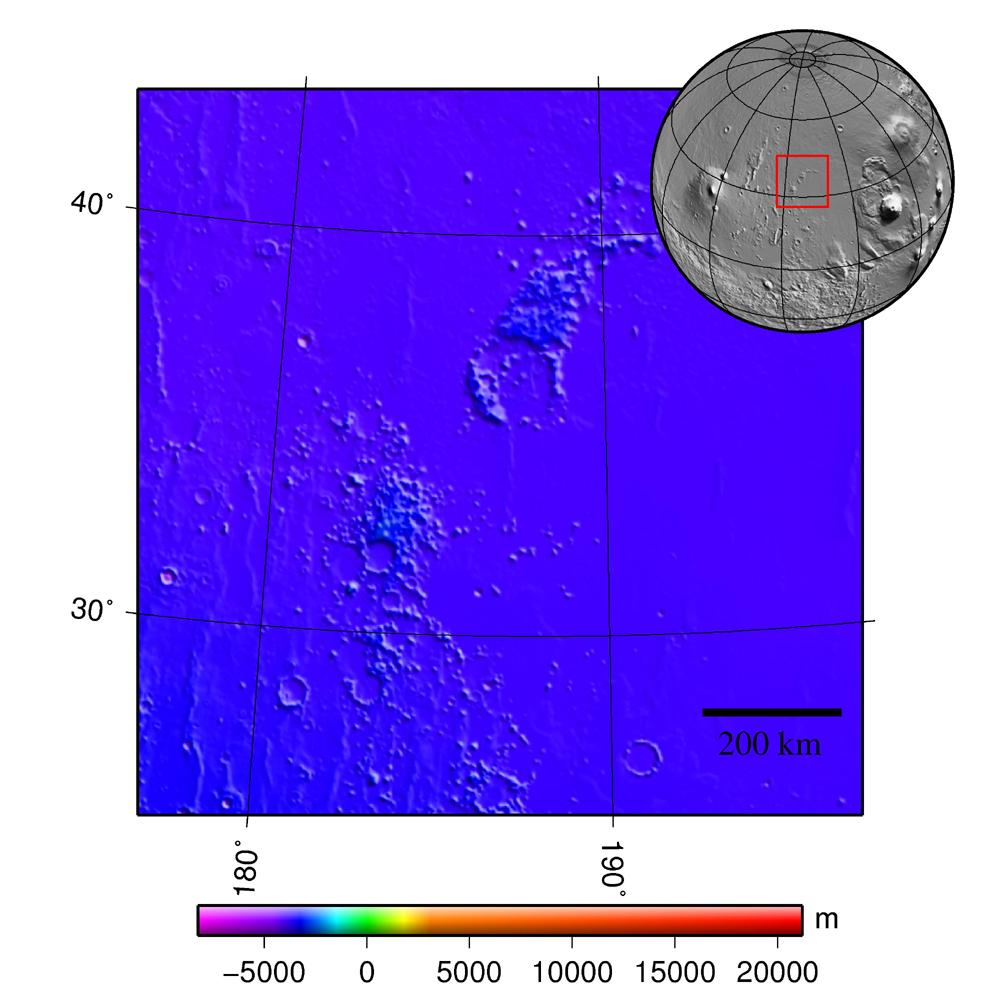
Mapa topográfico de Erebus Montes, imagem do MOLA.

A oeste de Lycus Sulci, através das planícies de Amazonis Planitia, se situa uma região alongada de terreno bulboso chamado Erebus Montes (Montanhas Erebus). A região contém centenas de conjuntos de colinas que se elevam de 500 a 1,000 m acima das planícies circundantes. A presença de numerosas crateras “fantasma” parcialmente preenchidas por sedimentos indica que as colinas representam os remanescentes elevados de uma antiga crosta de planalto que foi inundada por fluxos de lava e (possivelmente) sedimentos aluviais de Tharsis no sudeste e da província vulcânica de Elysium à oeste.

### Arcadia Planitia e o sul de Vastitas Borealis
A norte e leste de Erebus Montes se situam planícies baixas que caracterizam grande parte do quadrângulo de are Diacria e o hemisfério norte marciano em geral.
As imagens de média resolução das sondas espaciais Mariner 9 e  Viking dos anos 70 mostram que grandes porções de Arcadia Planitia possuem uma aparência sarapintada (com pontos claros e escuros). Com uma resolução mais elevada, as formações geralmente consistem de frontais de fluxo lobulares; pequenos segmentos de canais; dorsa; crateras pedestal; e montanhas com crateras no topo semelhantes a vulcões de baixa altitude e isoladas. Imagens do instrumento MOLA revelam várias crateras rasas soterradas, sugerindo que uma antiga superfície impactada se situa sob a camada de material mais recente.
Com a resolução da Mars Orbital Camera (MOC) a bordo da sonda espacial Mars Global Surveyor (com alguns metros por pixel), percebe-se que muito das planícies setentrionais apresenta uma textura distinta pontilhada e esburacada que faz com que o solo lembre a superfície de uma bola de basquete ou a casca de uma laranja. Essa textura foi provavelmente produzida pelo manto de gelo e poeira cobrindo a paisagem. As pequenas cavernas e buracos se formaram à medida que o gelo evaporou (sublimou).
A história geológica e origem das planícies setentrionais é complexa e ainda pouco entendidas. Muitas das formações lembram formações periglaciais observadas na Terra, tais como as morenas, gelo dividido em polígonos, e pingos. Arcadia Planitia e Vastitas Borealis consistem provavelmente de uma miscelânea de fluxos de lava, formações relacionadas ao gelo, e sedimentos reciclados de diversas origens. Alguns teorizam que as planícies setentrionais foram em algum ponto do passado cobertas por oceanos ou grandes lagos. 

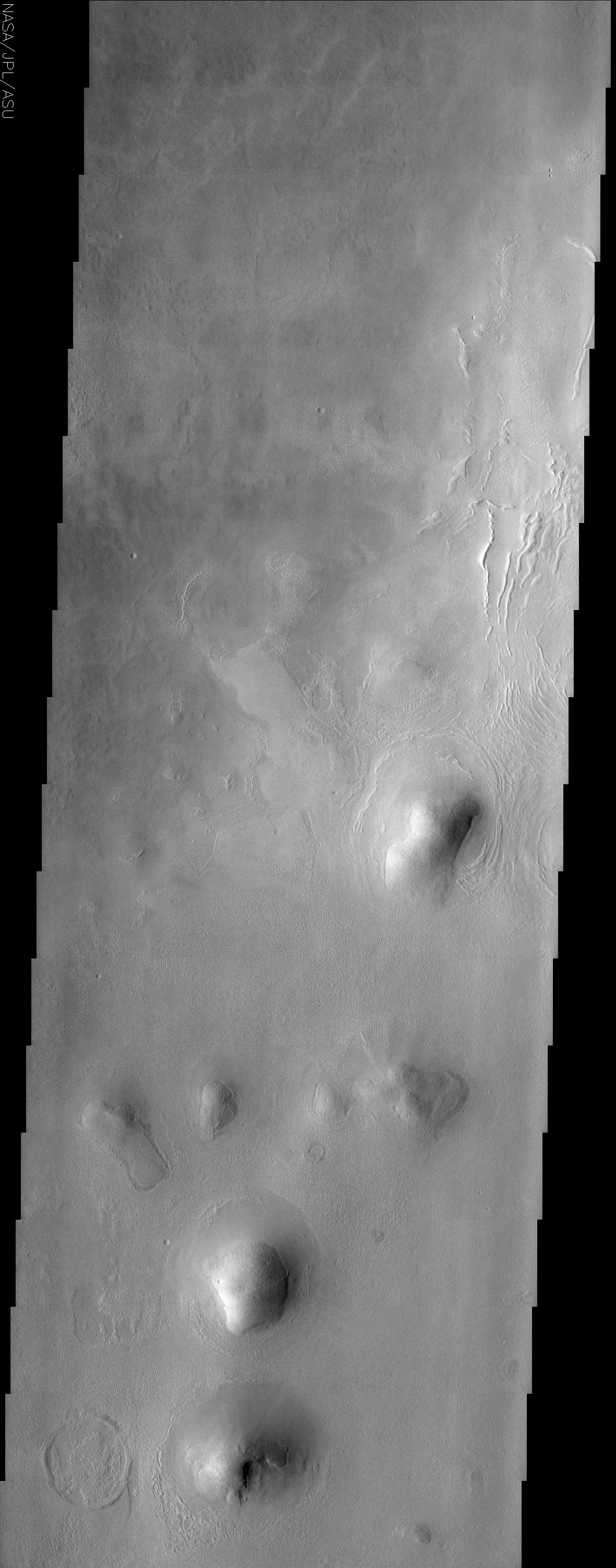
Superfície de Arcadia Planitia em alta resolução.
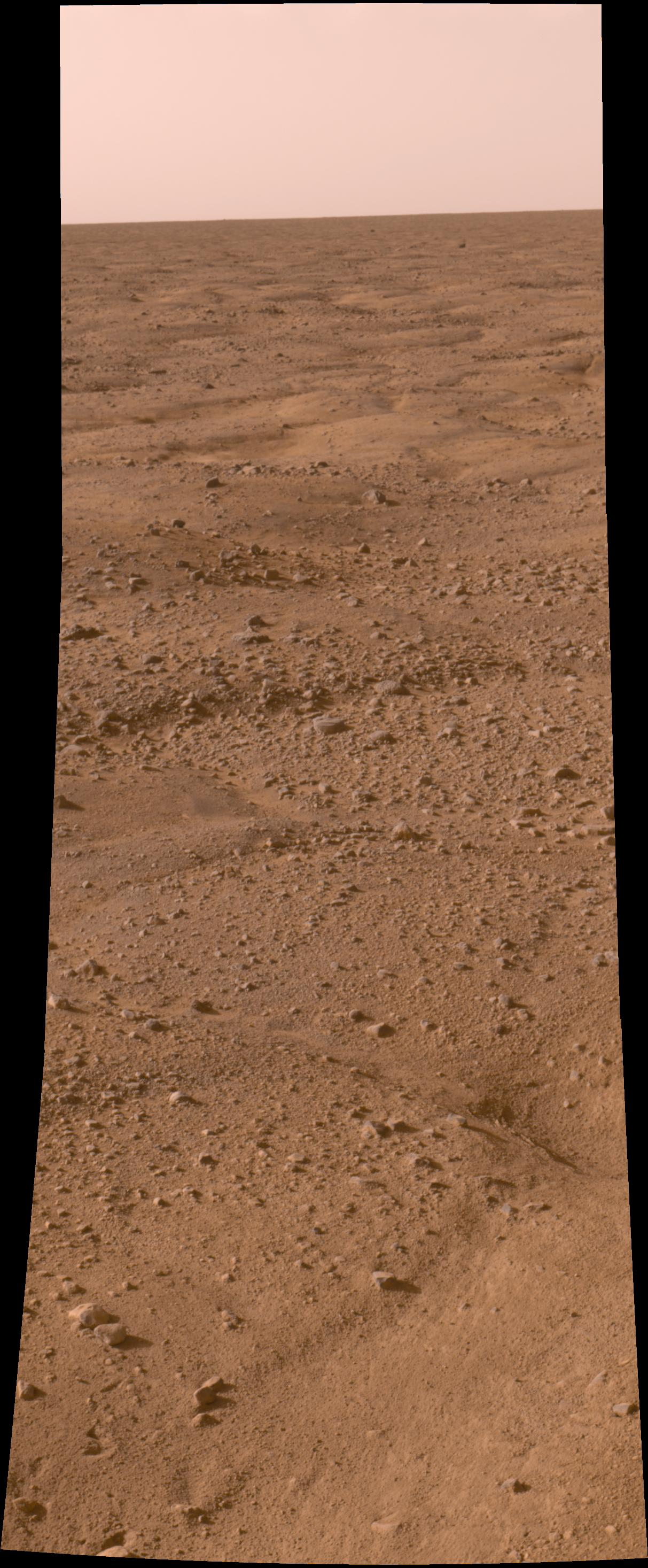
Imagem em alta resolução da Phoenix de Vastitas Borealis.

## Gelo exposto em crateras recentes
Um estudo divulgado no jornal Science em setembro de 2009, revela que algumas crateras que se formaram recentemente possuem gelo de água limpa escavado pouco abaixo da superfície em cinco localidades em Marte. Após um curto período de tempo, o gelo desaparece, sublimando para a atmosfera.  O gelo se situa a poucos pés de profundidade. A presença de gelo foi confirmada pelo instrumento Compact Imaging Spectrometer (CRISM) a bordo da Mars Reconnaissance Orbiter (MRO).  O gelo foi encontrado em um total de 5 localidades. Uma das localidades (Sítio 5) é o quadrângulo de Diacria a aproximadamente 46° N, 182° E (Arcadia Planitia).
A descoberta é significativa, pois ela demonstra a presença de gelo abaixo da superfície a latitudes mais baixas que o esperado e prova que futuros colonizadores em Marte serão capazes de obter água em várias localidades diferentes. O gelo pode ser desenterrado, derretido, e então ser quimicamente quebrado para se obter oxigênio e hidrogênio para servir de combustível para o veículo espacial.  Hidrogênio é o potente combustível utilizados nos principais motores do ônibus espacial.

## Dark Slope Streaks
Muitos locais em Marte exibem riscas escuras em barrancos íngremes (Dark Slope Streaks), como nas paredes das crateras. Aparentemente, as riscas são mais escuras quando jovens, clareando com o passar do tempo. Muitas vezes elas começam como um ponto pequeno e estreito, ficando então cada vez mais largas e se estendem terreno abaixo por centenas de metros.  Várias idéias têm sido elaboradas para explicar essas riscas. Algumas envolvem água, ou até mesmo o crescimento de organismos. As riscas surgem em áreas cobertas por poeira. Grande parte da superfície de Marte é coberta por poeira porque em intervalos mais ou menos regulares a poeira abaixa cobrindo tudo. Sabe-se muito a respeito disso, pois os painéis solares da Mars Rover ficam cobertos por poeira, reduzindo dessa forma a energia elétrica. A potência dos rovers foi restaurada muitas vezes pelo vento, na forma de redemoinhos, limpando os painéis aumentando a geração de eletricidade. Dessa forma sabemos que a poeira cai da atmosfera com frequencia.
Acredita-se que avalanches de poeira clara que exponham uma camada inferior mais escura. Muito da superfície de Marte é coberta por poeira fina. Tempestades de areia são frequentes, especialmente quando a estação da primavera tem início no hemisfério sul.  Nessa época, Marte se encontra 40% mais próximo do sol. A órbita de Marte é muito mais elíptica que a da Terra. Isto é, a diferença entre o ponto mais distante e o mais próximo do sol varia muito em Marte, mas muito pouco na Terra. Ainda, num ciclo de poucos anos o planeta inteiro é tomado por tempestades de poeira. Quando a sonda Mariner 9 da NASA aterrissou no planeta, nada podia ser visto através da tempestade de areia. Outras tempestades de poeira globais têm sido observadas desde então. Riscas escuras podem ser vistas nas imagens abaixo.

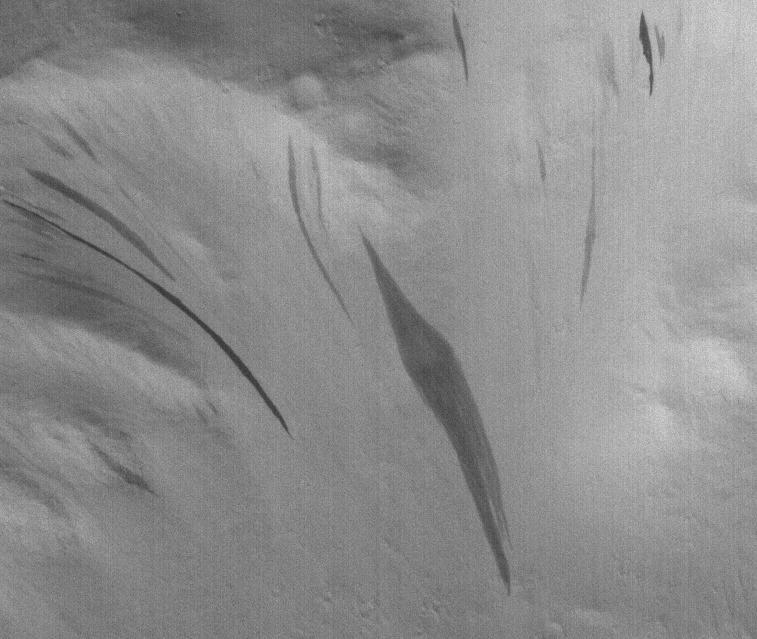
Riscas escuras em Diacria, visto pela Mars Global Surveyor.  Com o passar do tempo, as riscas clareiam em cor.
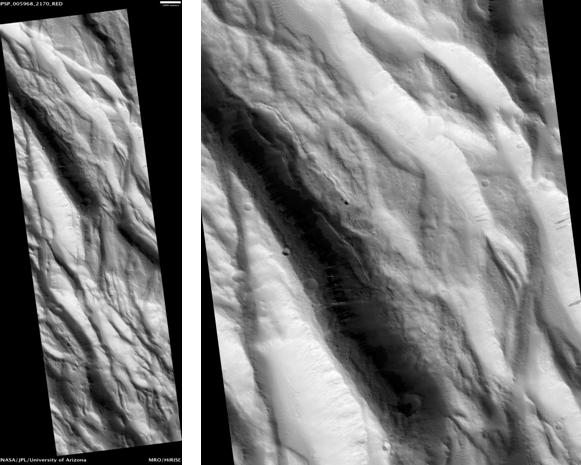
Acheron Fossae, visto pela HiRISE.  A escala é de 1:1000 m.  Clique na imagem para visualizar as riscas escuras.

## Poeira e rastros de redemoinho
Grandes porções da superfície marciana são tomadas pela poeira ocre avermelhada. As partículas de poeira geralmente medem menos de 40 micrômetros em tamanho e são compostas de minerais de óxido. Dados do instrumento Thermal Emission Spectrometer (TES) a bordo da sonda espacial Mars Global Surveyor permitiu aos cientistas planetários  estimar a quantidade da cobertura de poeira por grandes extensões do planeta. De maneira geral, o quadrângulo de Diacria é extremamente poeirento, particularmente em Arcadia Planitia e na região ao redor do flanco do Alba Mons e da auréola do Olympus Mons na porção sul do quadrângulo. Algumas porções bastante extensas cobertas por uma camada relativamente fina de poeira existem em Amazonis Planitia e no canto noroeste do quadrângulo.
Muitas áreas de Marte, incluindo o quadrângulo de Diacria, experimentam a passagem de redemoinhos gigantes. Uma fina cobertura de poeira clara cobre a maior parte da superfície de Marte. Com a passagem de um redemoinho essa cobertura é soprada expondo a camada escura à superfície. Estes redemoinhos têm sido avistados desde o solo até a órbita. Eles até mesmo limparam a poeira dos painéis solares dos dois rovers em Marte, desse modo prolongando suas vidas úteis.  Os rovers gêmeos foram desenvolvidos para durar três meses, mas eles têm durado cinco anos e ainda estão em atividade. Foi observado que o padrão ds riscas muda a cada poucos meses.